# سرابجيت سينغ
سرابجيت سينغ (بالبنجابية: ਸਰਬਜੀਤ ਸਿੰਘ)‏، ويعرف أيضًا باسم مانجيت سينغ، توفي في 2 مايو 2013، كان مواطنًا هنديًا أدانته محكمة باكستانية بتهمتي الإرهاب والتجسس. حوكم من قبل المحكمة العليا الباكستانية وأدين بالتورط في تفجيرات في لاهور وفيصل آباد أدت إلى مقتل 14 شخصًا في 1991. قال سرابجيت أنه كان مزارعًا ضل طريقه، ودخل إلى باكستان من قريته الواقعة على الحدود، بعد ثلاثة أشهر من التفجيرات.
بعد محاكمة موجزة في محكمة لاهور العليا في 1991 (وجهت لاحقًا إلى المحكمة العليا)، أدين سرابجيت وحكم عليه بالإعدام، إلا الحكومة الباكستانية أجلت الحكم عدة مرات. ورُفضت خمس طلبات للعفو قدمها سرابجيت للمحاكمة ولرئيس باكستان. وفي 2008، أجلت الحكومة تنفيذ حكم الإعدام إلى أجل غير مسمى.
بعد تعرضه للضرب من قبل نزلاء في السجن، نقل إلى المستشفى في 26 أبريل وتوفي في 2 مايو بعد أن ظل في غيبوبة دامت 5 أيام. وقد ذكر محاميه أنه تلقى تهديدات بالقتل بعد أن أعدمت الحكومة الهندية محمد أفضال غورو الذي أدين بالتورط في هجوم شنه مسلحون على برلمان نيودلهي في 2001. على أثر وفاة سينغ، تعرض سجين باكستاني في الهند لاعتداء بفأس من قبل سجين هندي كان جنديًا في الجيش الهندي.

## في السينما
تم تمثيل السيرة الذاتية لسرابجيت في السينما الهندية بفيلم سرابجيت، حيث قام المخرج أومونغ كومار بانتاج الفيلم سنة 2016، وقام بدور سرابجيت الممثل الهندي رانديب هودا.